# 밤이 그리워
밤이 그리워는 한국에서 제작된 안성찬 감독의 1964년 영화이다. 김혜정 등이 주연으로 출연하였고 윤종욱 등이 제작에 참여하였다.

## 출연

### 주연
- 김혜정
- 박암
- 강미애

## 제작진
- 조명: 서병수
- 미술: 원제래